# Njama da sam az
Njama da sam az è un singolo della cantante bulgara Andrea, pubblicato il 1º novembre 2013.